# Testament dziwaka
Testament dziwaka (fr. Le Testament d’un excentrique, 1899) – dwutomowa powieść Juliusza Verne’a z cyklu Niezwykłe podróże.
Pierwszy polski przekład (przetłumaczyła Michalina Daniszewska) w odcinkach pojawił się w 1900. Drukowany był wtedy również w „Dzienniku Chicagoskim” (p.t. Testament milionera chicagoskiego). W postaci książkowej powieść ukazała się po raz pierwszy w 1902.

## Fabuła

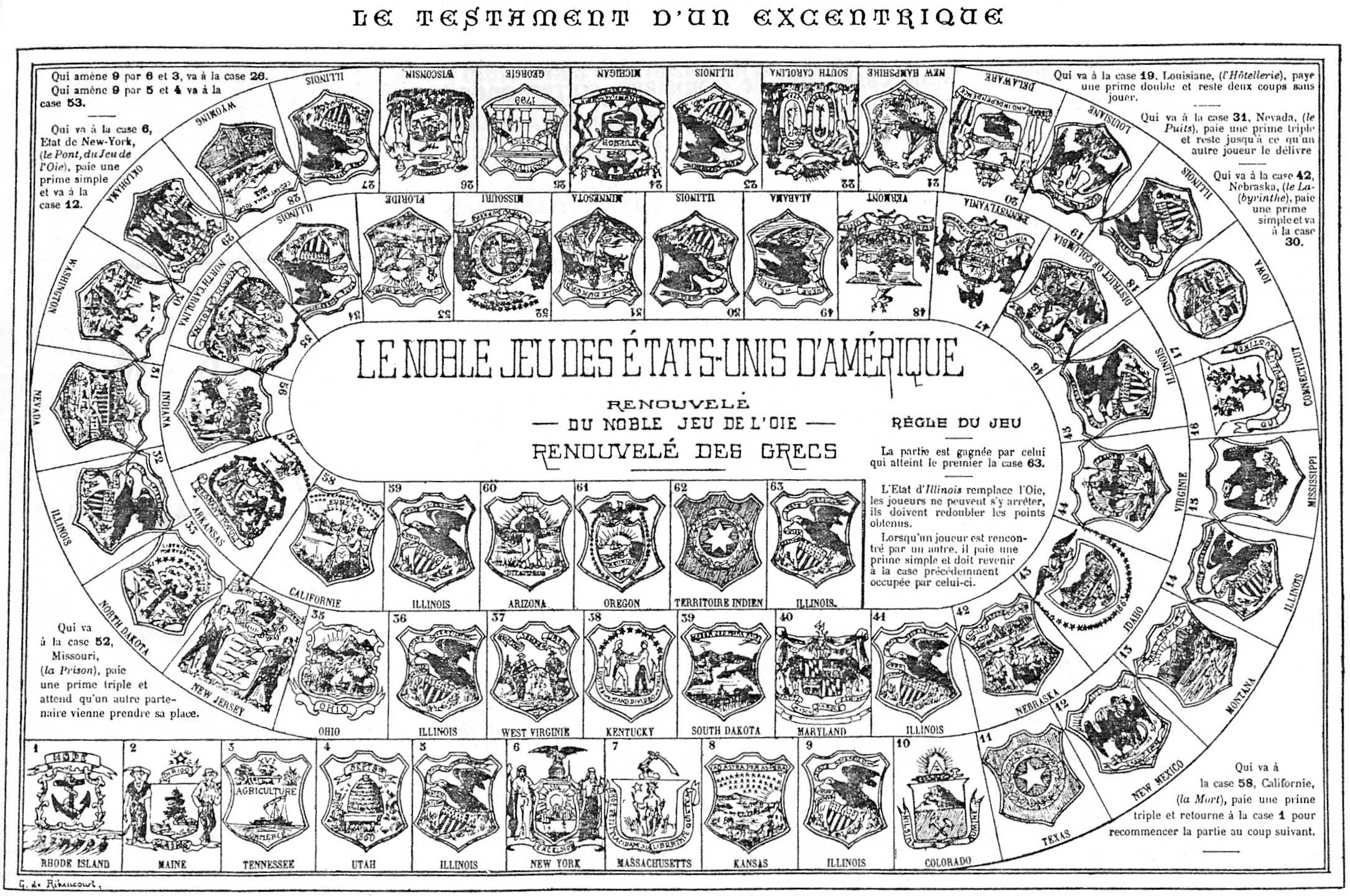
Plansza gry w Stany Zjednoczone

Ekscentryczny milioner z Chicago, William J. Hypperbone umierając, pozostawia ogromny spadek, opiewający na sumę 60 mln ówczesnych dolarów.
Otrzyma go osoba, która ukończy jako pierwsza grę w Stany Zjednoczone. Jest to zmodyfikowana przez niego stara gra Gęś. Gracze są tu żywymi pionkami, a poszczególnymi polami na planszy gry są wszystkie ówczesne Stany Zjednoczone Ameryki. W zależności od wyrzuconych punktów gracze przemieszczają się po całym terytorium USA, od stanu do stanu, kierując się do wyznaczonego im punktu.
Nagrodę główną może wygrać tylko jedna z sześciu osób wylosowana spośród wszystkich pełnoletnich mieszkańców Chicago. W grze bierze także udział siódmy gracz, tajemnicza postać ukrywająca się pod inicjałami X.K.Z., dodana poza losowaniem wolą milionera w jego testamencie.